# Linda Lovelace for President
Linda Lovelace for President är en komedifilm från 1975, regisserad av Claudio Guzman och med Linda Lovelace, känd från den pornografiska filmen Långt ner i halsen i huvudrollen. Skådespelarna Micky Dolenz, Scatman Crothers, Joe E. Ross, Vaughn Meader och Chuck McCann medverkar också i filmen, men i mindre roller.

## Handling
Linda Lovelace försöker bli vald till USA:s president.

## Rollista (i urval)
| Linda Lovelace   | – Sig själv      |
| Micky Dolenz     | – Lt. Fenwick    |
| Scatman Crothers | – Super Black    |
| Vaughn Meader    | – Rev. Sacrifice |